# John Guare
Œuvres principales
- Six degrés de séparation

John Guare, né le 5 février 1938 à New York, est un dramaturge américain. Il est notamment connu pour ses pièces The House of Blue Leaves ou Six degrés de séparation, toutes deux adaptées au cinéma. Son style, qui allie l'invention comique et un sens aigu de l'échec des relations humaines, est parfois cruel et toujours plein de compassion.
En 1980, il signe le scénario du film Atlantic City, ce qui lui vaut d'être nommé pour l'Oscar du meilleur scénario original. Louis Malle, qui réalise ce film, a ainsi dit à propos de son scénariste que, pour lui, « Guare pratique un humour qui est synonyme de lucidité, explosant les genres et les clichés, en nous amenant au cœur de la souffrance humaine [...] ».
Guare, qui admet les influences conjuguées de Henrik Ibsen et de Lewis Carroll dans ses textes, est considéré, notamment par Gregory Mosher, le directeur artistique du Lincoln Center Theater, comme un des dramaturges majeurs du théâtre américain des années 1980, aux côtés de David Mamet et Sam Shepard.

## Biographie
Né à New York, il grandit dans le Queens et reçoit une éducation catholique, foi religieuse qu'il délaisse rapidement. 
En 1960, il obtient un baccalauréat de l'Université de Georgetown, institution où il fait ses premières armes comme dramaturge dans le cadre d'activités étudiantes dévolues au théâtre. Sa première pièce, The Toadstoll Boy, remporte une concours dramatique à Washington. Il s'inscrit à la faculté de théâtre de l'Université Yale, où il reçoit son diplôme de dramaturge en 1963.
Il signe d'abord des comédies absurdes en un acte, avant de faire jouer sans succès sur Broadway la pièce Cop-Out en 1969. Son premier succès lui échoit grâce à The House of Blue Leaves, pièce tragi-comique montée Off-Broadway en 1971 et reprise au Lincoln Center for the Performing Arts en 1986. Dès lors, les textes réussis s'enchaînent à un rythme soutenu, notamment avec son plus gros succès, la comédie grinçante Six degrés de séparation (Six Degree of Separation), montée Off-Broadway en juin 1990.

## Œuvre

### Théâtre
- The Wally Pantoni (1965)
- Muzeeka (1968)
- Cop-Out (1969)
- The House of Blue Leaves (1971)
- Two Gentlemen of Verona (1971), comédie musicale d'après la pièce originale de William Shakespeare
- Rich and Famous (1974)
- Landscape of the Body (1977)
- Marco Polo Sings a Solo (1977)
- Bosoms and Neglect (1979)
- Lydie Breeze (1982)
- Gardenia (1982)
- Women and Water (1985)
- The Race to Urga (1986)
- Six degrés de séparation (Six Degrees of Separation) (1990)
- Four Baboons Adoring the Sun (1992)
- Lake Hollywood (1999)
- Chaucer in Rome (2001)
- A Few Stout Individuals (2002)
- A Free Man of Color (2010)
- Erased/Elżbieta (2011)
- Are You There, McPhee? (2012)
- 3 Kinds of Exile (2013)

### Scénario
- Atlantic City (1980)